# Церковь Святой Маргариты (Биннинген)
Церковь Святой Маргариты (нем. St. Margarethen-Kirche) — реформатская церковь в городе Биннинген (полукантон Базель-Ланд); нынешнее здание было построено архитектором Якобом Мейером в 1673 году. Также известна как Реформатская церковь Биннингена (нем. Reformierte Kirche Binningen); с 1852 по 1870 год в церкви служил пастором писатель Йонас Брайтенштайн.

## История и описание
Реформатская церковь, также известная как церковь Святой Маргариты (Занкт-Маргаретен), расположена на территории города Биннинген, недалеко от швейцарского Базеля. Церковь расположена на холме Святой Маргариты — на месте бывшего бегардского монастыря. По мнению исследователей, современное здание может стоять на месте церквей-предшественниц, построенных в IX—XI веках. В XIV веке церковь была расширена, а после Реформации, в XVII веке, сам монастырь был перестроен в усадьбу.
Сегодняшнее здание храма было построено архитектором (мастером-строителем) Якобом Мейером в 1673 году. Наряду с церковью в общине Винтерзинген данное здание является единственным примером «винкелькирхе» в Швейцарии — особенность здания состоит в том, что в нём два нефа, расположенных под прямым углом друг к другу. Между 1852 и 1870 годами в церкви служил писатель Йонас Брайтенштайн, о чём рядом с церковью напоминает мемориальная доска. Церковь Святой Маргариты в целом является зданием, характерным для эпохи барокко. Кафедра храма расположена в центре, на углу нефов; галереи были добавлены в 1721 году.